# Bad Orb
Bad Orb, une station balnéaire avec des fontaines salées, est une municipalité allemande située dans le land de la Hesse et l'arrondissement de Main-Kinzig. L’économie de la ville est dominée par les secteurs de la santé et du tourisme. 
À 5 kilomètres de Bad Orb se trouve une maison de campagne scolaire de la ville de Francfort, le schullandheim Wegscheide. Fondé en 1920, sur le territoire d'un ancien site d’entraînement militaire, il est très connu dans la région et au-delà parce qu'il est fréquenté par tous les élèves des écoles élémentaires de Francfort. En 1940, cette colonie de vacances est transformée en stalag pour prisonniers de guerre Polonais, Français, Russes et Américains. Sur place d'ailleurs, existe encore un cimetière de soldats russes. Le restaurant actuel était la résidence de l'état-major allemand, commandant le stalag IX B. 

## Géographie

### Alentours
Bad Orb est située dans la vallée de l'Orb, un ruisseau qui se jette dans le Kinzig. Toute entourée par des collines boisées, la ville se trouve à la limite nord du Spessart à 32 km à l’est d’Hanau, à 50 km au nord-est de Francfort et à 55 km au sud-ouest de Fulda.

### Communes voisines
Commençant au nord, dans le sens des aiguilles d'une montre, les communes voisines sont Wächtersbach, Bad Soden-Salmünster, Jossgrund et Biebergemünd. 

## Histoire

### Préhistoire
Les traces culturelles les plus anciennes de la région remontent jusqu'au Néolithique. Environ 650 avant notre ère les Celtes peuplaient le pays. Le nom «Orb» pour le ruisseau et la ville tire son origine des Celtes, qui nommaient une multitude des ruisseaux et des fleuves d’Europe. Il n'est pas sûr qu’ils avaient la connaissance des fontaines salées d’Orb. Peu de traces existent aussi de l’Antiquité et du haut Moyen Âge 

### Le Moyen Âge
Le plus ancien document qui mentionne « Orbaha », la forme moyenâgeuse d’Orb, date de 1059. Il s’agit d’une transcription du droit de chasse dans le Spessart au monastère de Fulda, par l’empereur Henri IV. Un deuxième document, daté de 2 octobre 1064 est une donation du lotissement Orbaha… « avec son château fort et les fontaines salées » pour la cathédrale de Mayence ou son archevêque  Sigefroi Ier, le chancelier de l’empire. 
En 1244 Orb reçoit le droit municipal, lié avec le droit de battre monnaie. Il existe toujours des pièces d’un demi pfennig, battu à Orb. Les remparts, les tours et la porte restante datent de cette époque. Orb appartenait toujours  à l’Électorat de Mayence, mais était pendant des longues périodes hypothéquée aux comtes d’Hanau. Par le retour au régime de Mayence, au milieu du XVIe siècle, Orb restait catholique, tandis qu’Hanau est devenu protestant. 

## Jumelages
- Istra (Russie)

## Culture locale et patrimoine

### Personnalités liées à la commune
- Sigefroi Ier de Mayence, archevêque de Mayence et chancelier de l’empire; le 2 octobre 1064 a reçu le lotissement Orbaha… « avec son château fort et les fontaines salées » de l’empereur Henri IV.